# Neckera viridis
Neckera viridis är en bladmossart som beskrevs av C. Müller 1850. Neckera viridis ingår i släktet fjädermossor, och familjen Neckeraceae. Inga underarter finns listade i Catalogue of Life.